# غويدو دي ماركو
غويدو دي ماركو (بالمالطية: Guido de Marco)‏ (و. 1931 – 2010 م) هو دبلوماسي، وبروفيسور (أستاذ جامعي) من مالطا ولد في البلدة.
تولى منصب رئيس مالطا (1999-04-04–2004-04-04)، ورؤساء الجمعية العامة للأمم المتحدة (1990–1991) .

## التعليم
تعلم في جامعة مالطا.

## روابط خارجية
- غويدو دي ماركو على موقع مونزينجر (الألمانية)